# Flugplatz Bayreuth
Flugplatz Bayreuth, også benævnt Verkehrslandeplatz Bayreuth, Flugplatz Bindlacher Berg, Bayreuth Airport (IATA: BYO, ICAO: EDQD), er en regional lufthavn ved landsbyen Bindlacher Berg, 10 km nordøst for Bayreuth i Oberfranken i delstaten Bayern, Tyskland.

## Historie
Luftwaffe etablerede lufthavnen i 1936 som en del af Nazi-Tysklands militære oprustning. Den fik aldrig den store militære betydning, og blev efter afslutningen af 2. verdenskrig overdraget til en sammenslutning af lokale luftsportsforeninger. I 1973 overtog bystyret i Bayreuth ejerskabet og driften af flyvepladsen. 
Fra 1973 kom der regelmæssige afgange med en DHC-6 Twin Otter til Frankfurt am Main og Hof, da flyet foretog en mellemlanding på ruten imellem de 2 byer. Kortvarigt var der også en rute til Düsseldorf, som blev fløjet med et Beechcraft 99 fly.
I perioden 1992-1998 fløj Nürnberger Flugdienst (nu Eurowings) med ATR 42 og ATR 72 fly til Frankfurt og Hof. Derefter overtog Augsburg Airways på vegne af Lufthansa ruten med fly af typen Dash 8 og op til 3 daglige afgange. Mellemlandingen i lufthavnen ophørte i 2001, og der har ikke siden været ruteflyvninger fra Bayreuth.
Igennem 30 år har det lokale bystyre i Bayreuth og delstaten Bayern brugt mange millioner euro på udvidelse af baner, en ny terminal hvor der er terrasse med flot udsigt over området. Ligeledes findes der moderne check-in faciliteter på stedet. Desuden kan man håndtere instrumentflyvning i dårligt vejr, så der bl.a. kan sikres en stabil afvikling af forretningsrejserne til og ra stedet.
Flyvninger med større fly kan ikke finde sted på grund af den korte bane, ligesom den er placeret på et plateau og derfor næppe kan forlænges. På grund af dens nærhed til andre større lufthavne er der heller ikke det store behov.
Specielt luftsport har nu sit store samlingssted her. Foreningen Luftsportgemeinschaft Bayreuth har afdelinger med både motor- svæve- og modelfly samlet på pladsen. Der er afviklet flere store internationale konkurrencer her, ligesom den bliver brugt i Bundesligaen for svæveflypiloter. .